# Sclérure écaillé
Sclerurus guatemalensis
Espèce
Statut de conservation UICN

 LC  : Préoccupation mineure
Le Sclérure écaillé (Sclerurus guatemalensis) est une espèce de passereaux de la famille des Furnariidae (Furnariidés en français).

## Description
Le Sclérure écaillé a une taille comprise entre 15 et 18 cm. Il a le plumage brun avec une gorge blanche bordée de noir. Sa poitrine est légèrement tachetée de fauve. La queue est brune avec le bout noir. Le dessous est bistre et ses couvertures sous-alaires sont brun-gris. Ses iris sont bruns. Les sexes sont semblables.

## Alimentation
Il se nourrit d'insectes et de larves qu'il capture en grattant le sol.

## Répartition
Cet oiseau vit du sud-est du Mexique au nord-est du Guatemala, à travers le Belize et le Honduras en passant par le Nicaragua, le nord-ouest du Costa Rica jusqu'au Panama et du nord de la Colombie à l'ouest de l'Équateur. 

## Habitat
Il vit dans les forêts humides au pied des montagnes.

## Nidification
Le nid est installé dans le sol, au pied d'un arbre. Une galerie permet d'y accéder et il est tapissé de feuilles mortes.

## Sous-espèces
D'après la classification de référence (version 5.2, 2015) du Congrès ornithologique international, cette espèce est constituée des trois sous-espèces suivantes (ordre phylogénique) :
- Sclerurus guatemalensis guatemalensis (Hartlaub, 1844) ;
- Sclerurus guatemalensis salvini Salvadori & Festa, 1899 ;
- Sclerurus guatemalensis ennosiphyllus Wetmore, 1951.